# 韓基春
韓 基春（ハン・ギチュン、朝鮮語: 한기춘、1929年12月11日 - 2011年5月5日）は、大韓民国の教授、経済学者、政治家。第10代韓国国会議員。本貫は清州韓氏。仏教徒。

## 経歴
日本統治時代の慶尚北道星州郡に生まれた。延世大学校政治外交学科（1954年卒）を経て、ボストン大学経済学科修士課程、博士課程修了。その後延世大学校商経大学教授を経て、韓国中小企業会副会長・顧問、政府施策評価教授、考試委員、韓国銀行顧問、金融通貨運営委員会（現・金融通貨委員会）委員、第10代韓国国会議員、韓国外国語大学校商経大学教授などを務めた。
2011年5月5日、老衰または持病により82歳で死去した。享年83。